# Myioborus ornatus
Myioborus ornatus е вид птица от семейство Parulidae.

## Разпространение
Видът е разпространен във Венецуела и Колумбия.